# Margaret Murray

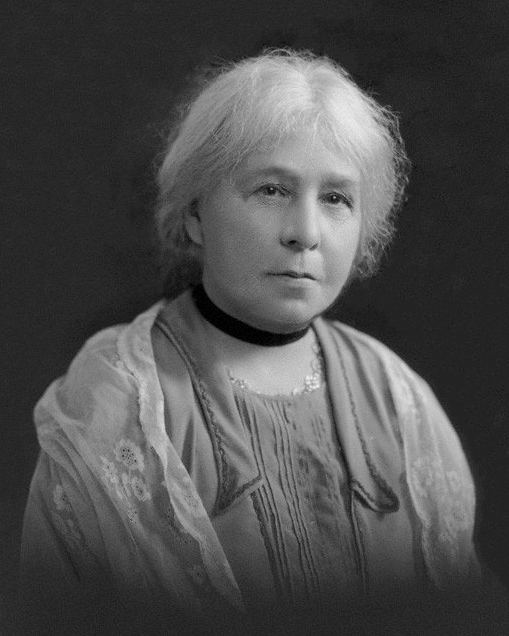
Margaret Murray, 1928

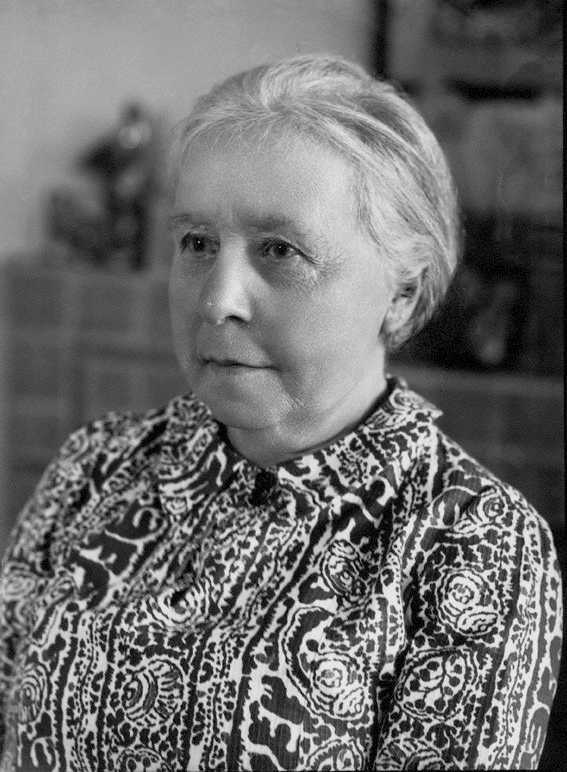
Margaret Murray, 1938

Margaret Alice Murray, född 13 juli 1863 i Calcutta i dåvarande Brittiska Indien, död 13 november 1963 i Welwyn i Hertfordshire, var en brittisk egyptolog, folklorist och lärare. Hon arbetade på University College London (UCL) från 1898 till 1935 och var ordförande för Folklore Society från 1953 till 1955.
Hon utbildades i Indien till både sjuksköterska och socialarbetare. År 1894 började hon studera egyptologi på UCL, och utnämndes till ”Junior Professor” år 1898. År 1902 deltog hon I arkeologiska utgrävningar I Abydos i Egypten, och upptäckte templet för Osireion och det påföljande året begravningsplatsen vid Saqqara. Hon skapade sig därigenom ett namn inom egyptologin. När hon återvände till London blev hon nära involverad i den tidiga feministiska rörelsen och ägnade mycket arbete åt att öka kvinnors status vid UCL.
Hon undervisade på Manchester Museum, och skrev böcker om egyptologi för en bredare publik. Eftersom hon på grund av första världskriget inte kunde återvända till Egypten inledde hon sin forskning om europeisk häxkult. Hon hade betraktats som en framstående egyptolog, men teorierna om häxkulten kom aldrig att bli accepterade i akademiska kretsar. Däremot fick den stort inflytande på uppkomsten av den nyhedniska, religiösa rörelsen wicca. 
Mellan 1921 och 1931 gjorde hon arkeologiska utgrävningar på Malta och Minorca, och fick ett ökat intresse för folkloristik. Hon fick ett hedersdoktorat 1927 och utnämndes till "assistant professor" år 1928. År 1935 pensionerades hon men fortsatte med undervisning och författande så länge hon levde.